# Platyaxius brevirostris
Platyaxius brevirostris är en kräftdjursart som beskrevs av Sakai 1994. Platyaxius brevirostris ingår i släktet Platyaxius och familjen Axiidae. Inga underarter finns listade i Catalogue of Life.